# Wirusowa martwica nerwów
Wirusowa martwica nerwów (ang. viral nervous necrosis, VNN) – choroba wirusowa ryb morskich, wywoływana przez wirusy z grupy betanodawirusów. Betanodowirusy wywołują obok VNN także VER – wirusową encefalopatię i retinopatię (viral encephalopathy and retinopathy). Choroby te spotykane są u szeregu hodowlanych ryb morskich na całym świecie. Schorzenie dotyka przede wszystkim ryb w okresie rozrodu. Na patomorfologiczny obraz VNN i VER składają się martwica i wakuolizacja tkanki nerwowej obwodowego i ośrodkowego układu nerwowego oraz siatkówki. Chore ryby rozpoznaje się po nienormalnym sposobie poruszania się. VNN i VER przenoszone są zarówno wertykalnie, jak i horyzontalnie w obrębie populacji. Niektóre gatunki ryb, u których odnotowano zachorowania na VNN i (lub) VER: Epinephelus septemfasciatus, sardela japońska, Chanos, Selene vomer, halibut atlantycki, łosoś szlachetny.